# 사토 하루에
사토 하루에(일본어: 佐藤 春詠, 1976년 1월 1일 ~ )는 일본의 은퇴한 여자 축구 선수이다.

## 국가대표팀 경력
그녀는 2000년 5월 31일 오스트레일리아과의 경기에서 일본 국가대표팀에 데뷔했다. 2001년 AFC 여자 축구 선수권 대회 준우승에 기여. 그녀는 2002년까지 국제 A매치 17경기에 출전하여 4득점을 넣었다.

## 통계
| 일본 | 일본 | 일본 |
| 연도 | 출전 | 득점 |
| ---- | ---- | ---- |
| 2000 | 4    | 1    |
| 2001 | 9    | 3    |
| 2002 | 4    | 0    |
| 통산 | 17   | 4    |